# 薰衣草油

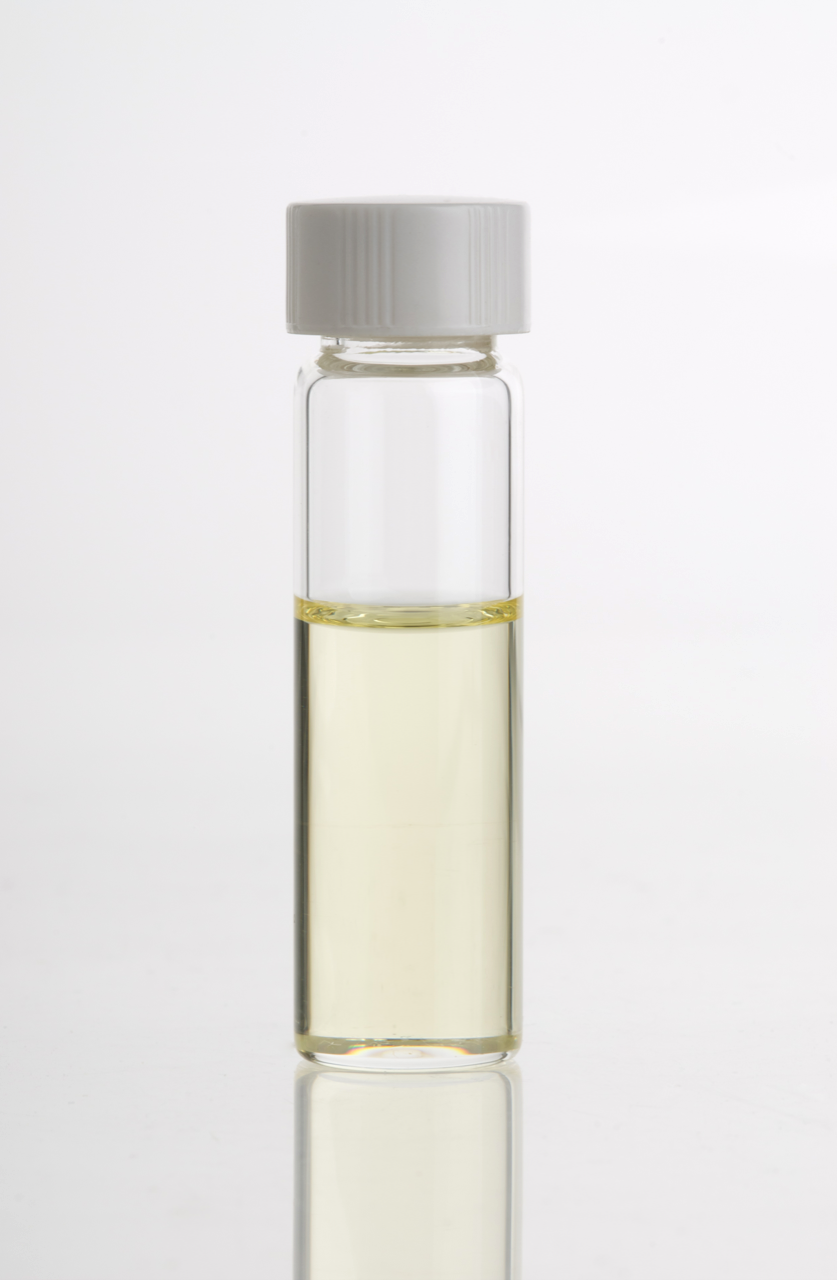
薰衣草油，装在玻璃瓶中

薰衣草油（英语：Lavender oil，CAS号：8000-28-0）是通过蒸馏某些薰衣草品种的花穗获得的精油。不同的品种提取出的薰衣草油有着不同的香气：提取自狭叶薰衣草（又名真薰衣草、英国薰衣草）的薰衣草油（lavender flower oil）有着清甜的花香，提取自宽叶薰衣草（又名穗状薰衣草、穗花薰衣草）的穗状薰衣草油（lavender spike oil）在清香中带有清凉的草药香，宽窄叶杂交薰衣草（又名醒目薰衣草）的精油香气则介于两者之间。
与所有精油一样，薰衣草油不是纯净的单一化合物，而是复杂的植物性化合物的混合物，精油成分也因薰衣草的品种而异。狭叶薰衣草精油的主要成分包括乙酸芳樟醇、芳樟醇，而穗状薰衣草油的主要成分包括芳樟醇、桉叶油醇和樟脑。

## 生产
薰衣草油是通过水蒸气蒸馏法生产的。这种方法减少了极性化合物的损失，与其他方法相比能产生更多的精油。薰衣草花的收获期通常在六月下旬至八月之间。剪下的薰衣草花序被压入薰衣草蒸馏器中，水蒸汽从蒸馏器底部进入加热薰衣草。油腺在加热过程中破裂，释放出的薰衣草油汽化与水蒸汽一起上升，在上方的冷管上凝结成液体，被收集到储罐中。由于水和薰衣草油有着不同的极性和密度，两者不互溶，会在储罐中分层，将水从管道排出，即得到薰衣草油。
薰衣草油在世界各地都有生产，其中保加利亚、法国和中国的产量领先。

## 用途
薰衣草油被用于香水、芳香疗法和皮肤涂抹，但这些用法没有临床益处。薰衣草油用于按摩疗法，通过直接接触皮肤使人放松，但可能会发生过敏反应。目前没有充分的证据支持使用薰衣草油治疗失智症。
2021年的一项荟萃分析包括五项针对焦虑症患者的研究，这五项研究均由所用薰衣草油胶囊的制造商资助，其中四项研究是由荟萃分析的一位作者进行， 不清楚它们是否是盲法试验。 这项分析显示，每天口服80毫克薰衣草油与汉密尔顿焦虑评定量表上的焦虑评分降低相关。根据国家补充与替代医学中心的说法，由于这些研究的局限性，口服薰衣草油治疗焦虑症的有效性仍不确定。
在蒸馏松节油普及之前，穗状薰衣草油曾被用作油画的溶剂。

## 可能的不良影响
尽管人们普遍认为薰衣草油对其预期用途是安全的，但它是一种潜在的内分泌干扰物，持续接触可能会影响女孩和男孩的乳房发育。
包括薰衣草油在内的许多精油，如果服用都有毒性。一般来说，服用5毫升的稀释精油可能会导致成人中毒，2-3毫升可能会导致儿童中毒。
2014-2018年，新南威尔士州报告了271起薰衣草油中毒病例，占所有精油中毒病例的6.1%，中毒者大多数是儿童。
薰衣草油的主要有毒成分是乙酸芳樟酯和芳樟醇。
摄入薰衣草油中毒的症状包括视力模糊、呼吸困难、喉咙灼痛、眼睛灼伤、神志不清、意识水平下降、腹泻、胃痛、呕吐和皮疹。局部涂抹薰衣草油可能会引起接触性皮炎。
摄入的薰衣草油可能会与处方药发生相互作用，包括抗凝剂、他汀类药物和抗癫痫药物。

## 化学成分
薰衣草油的植物性化合物成分因品种而异，主要由单萜和倍半萜醇组成。主要是芳樟醇（20-35%）和乙酸芳樟酯（30-55%），并有中等水平的乙酸薰衣草酯、4-松油醇、薰衣草醇、 桉叶油醇、樟脑、柠烯和单宁。薰衣草油通常含有100多种化合物，尽管其中许多化合物的浓度可以忽略不计。
通过色谱法得到的薰衣草精油的成分： 
| 类              | 成分               | 狭叶薰衣草 | 宽叶薰衣草 |
| --------------- | ------------------ | ---------- | ---------- |
| 萜烯/单萜醇     | 芳樟醇             | 28.92 %    | 49.47 %    |
| 萜烯/单萜醇     | α-松油醇           | 0.90%      | 1.08%      |
| 萜烯/单萜醇     | γ-松油醇           |            | 0.09%      |
| 萜烯/单萜醇     | 冰片               |            | 1.43%      |
| 萜烯/单萜醇     | 异冰片             |            | 0.82%      |
| 萜烯/单萜醇     | 4-松油醇           | 4.32%      |            |
| 萜烯/单萜醇     | 橙花醇             | 0.20%      |            |
| 萜烯/单萜醇     | 薰衣草醇           | 0.78%      |            |
| 萜烯/萜烯酯     | 乙酸芳樟酯         | 32.98 %    |            |
| 萜烯/萜烯酯     | 乙酸香叶酯         | 0.60%      |            |
| 萜烯/萜烯酯     | 乙酸橙花酯         | 0.32%      |            |
| 萜烯/萜烯酯     | 乙酸蘑菇酯         | 0.65%      |            |
| 萜烯/萜烯酯     | 乙酸薰衣草酯       | 4.52%      |            |
| 萜烯/单萜       | 月桂烯             | 0.46%      | 0.41%      |
| 萜烯/单萜       | α-蒎烯             |            | 0.54%      |
| 萜烯/单萜       | β-蒎烯             |            | 0.33%      |
| 萜烯/单萜       | 莰烯               |            | 0.30%      |
| 萜烯/单萜       | ( E )-β-罗勒烯     | 3.09%      |            |
| 萜烯/单萜       | ( Z )-β-罗勒烯     | 4.44%      |            |
| 萜烯/单萜       | β-水芹烯           | 0.12%      |            |
| 萜烯/萜类氧化物 | 桉叶油醇           |            | 25.91 %    |
| 萜烯/倍半萜烯   | β-石竹烯           | 4.62%      | 2.10%      |
| 萜烯/倍半萜烯   | β-金合欢烯         | 2.73%      |            |
| 萜烯/倍半萜烯   | β-月桂烯           | 0.27%      |            |
| 萜烯/倍半萜烯   | α-葎草烯           |            | 0.28%      |
| 酮类            | 樟脑               | 0.85%      | 13:00 %    |
| 酮类            | 3-辛酮             | 0.72%      |            |
| 酮类            | 隐品酮（Cryptone） | 0.35%      |            |